# Карабудахкентський район
Карабудахкентський район (до 1992 р - Ленінський (сільський) район) - муніципальний район в Дагестані, Росія.
Адміністративний центр - село Карабудахкент.

## Географія
Район розташований на сході Дагестану і межує: з Каякентським, Сергокалинським, Левашинським, Буйнакським і Кумторкалинським районами республіки. Знаходиться на узбережжі Каспійського моря, площа території - 1460 км².

## Історія
Карабудахкентський район був утворений декретом ВЦВК від 20.01. 1921 року на базі Карабудахкентської ділянки Темір-Хан-Шуринську округу Дагестанської області. Декретом ВЦВК від 22 травня 1921 року район включений до складу Махачкалинського району.
Знову утворений Постановою ВЦВК від 23.01.1935 р. під назвою Ленінський. Тоді ж районний центр Ленінського району перенесено з міста Махачкала в село Карабудахкент.
Указом ПВС РРФСР від 1.02.1963 р утворений Ленінський сільський район з центром у м Буйнакськ, з включенням до його складу території скасованого Буйнакського району та міст Махачкала і Каспійськ. Указом ПВС РРФСР від 12.01.1965 р район відновлений в колишньому складі.
Постановою ПВС ДССР від 20.02.1992 р Ленінський район був перейменований в Карабудахкентський.

## Населення
Населення - 77 512 осіб.
Національний склад
За даними  Всеросійського перепису населення 2010 року:
| Народ        | Чисельність, чол. | Частка від усього населення,% |
| ------------ | ----------------- | ----------------------------- |
| Кумики       | 47393             | 64,90%                        |
| Даргинці     | 23622             | 32,35%                        |
| Лакці        | 658               | 0,90%                         |
| Аварці       | 476               | 0,65%                         |
| Росіяни      | 130               | 0,17%                         |
| Інші         | 182               | 0,25%                         |
| Не зазначили | 555               | 0,76%                         |
| Усього       | 73016             | 100,00%                       |